# Cadnam
Cadnam är en ort i Storbritannien.   Den ligger i grevskapet Hampshire och riksdelen England, i den södra delen av landet, 120 km sydväst om huvudstaden London. Cadnam ligger 30 meter över havet och antalet invånare är 1 917.
Terrängen runt Cadnam är platt. Runt Cadnam är det ganska tätbefolkat, med 222 invånare per kvadratkilometer. Närmaste större samhälle är Southampton, 12,4 km öster om Cadnam. I omgivningarna runt Cadnam växer i huvudsak blandskog.